# 条浒苔
条浒苔是石莼科石莼属的一种海藻，过去归为浒苔属。在中国东海沿岸有种植。